# Boissy-Saint-Léger
Boissy-Saint-Léger é uma comuna francesa no departamento de Vale do Marne na região da Ilha de França.
Seus habitantes são chamados de Boisséens.

## Toponímia
O nome vem do latim, buxus com o significado de buxo. No caso, refere-se a um buxal, lugar onde crescem buxos.

## Geminação
- Lauda-Königshofen (Alemanha)